# Graška Gora
Graška Gora (pronuncia [ˈɡɾaːʃka ˈɡɔːɾa]) è un insediamento (naselje) di 91 abitanti, della municipalità di Slovenj Gradec nella regione statistica della Carinzia in Slovenia.
L'area faceva tradizionalmente parte della regione storica della Stiria, ora invece è inglobata nella regione della Carinzia.
La chiesa locale è situata a nord nel paese è dedicata a Sant'Elena e risale al XII secolo.